# Нощни смоци
Нощните смоци (Hypsiglena) са род влечуги от семейство Смокообразни (Colubridae).
Таксонът е описан за пръв път от американския палеонтолог Едуард Дринкър Коуп през 1860 година.

## Видове
- Hypsiglena affinis
- Hypsiglena catalinae
- Hypsiglena chlorophaea
- Hypsiglena jani
- Hypsiglena latifasciata
- Hypsiglena ochrorhyncha
- Hypsiglena onchorhyncha
- Hypsiglena slevini
- Hypsiglena tanzeri
- Hypsiglena torquata
- Hypsiglena unaocularis